# 5 mai 1971
Le mercredi 5 mai 1971 est le 125e jour de l'année 1971.

## Naissances
- Anette Hoffmann, handballeuse internationale danoise
- Christophe Porcu, joueur français de rugby à XV
- Cristian Aldana, chanteur argentin
- Hajime Tabata, concepteur de jeu vidéo japonais
- Harold Miner, joueur de basket-ball américain
- Karen Leibovici, navigatrice française
- Mike Redmond, joueur de baseball américain
- Nicolas Demorand, journaliste français

## Décès
- Alice Tissot (née le 1er janvier 1890), actrice française
- Ingrid Reschke (née le 13 mars 1936), réalisatrice est-allemande
- Violet Constance Jessop (née le 2 octobre 1887), hôtesse et infirmière britannique